# Programmi GTK
Questa è una lista di programmi (suddivisi per ambiente desktop e per categoria) che utilizzano GTK e/o Clutter per i loro widget. Tali programmi si integrano con ambienti desktop basati su GTK, tra cui GNOME, Cinnamon, LXDE, MATE, Pantheon, Sugar, Xfce e ROX Desktop.

## Programmi GNOME

### Accessori
- AcetoneIso2 - software per l'emulazione di periferiche virtuali
- Brasero - software per la masterizzazione di CD
- File Roller - creazione ed estrazione di archivi
- GNOME Calculator - calcolatrice
- Geany - editor di testi
- gedit - editor di testi
- GnomeBaker - software per la masterizzazione di CD
- Planner - software di gestione progetti

### Grafica
- Agave - un editor di palette di colori
- Evince - visualizzatore di PDF
- Eye of GNOME - visualizzatore immagini
- F-Spot - gestione di foto
- gThumb - visualizzatore immagini
- the GIMP - programma di ritocco immagini GNU

### Internet
- Balsa - client email
- Empathy - programma di messaggistica istantanea
- Ekiga - telefonia e Voice over IP
- Gabber - programma di messaggistica istantanea
- Galago - desktop framework
- Galeon - browser Web
- Iceweasel - browser Web
- Liferea - lettore RSS/aggregatore di notizie
- Pidgin - programma di messaggistica istantanea
- Web - browser Web

### Ufficio
- AbiWord - elaboratore di testi
- Bond - gestore di database
- GNOME Dictionary - client DICT
- Gnote - programma per appuntare note con lo stile di un wiki
- Gnumeric - foglio di calcolo
- Evolution - personal information manager (client e-mail, calendario, rubrica, e task list)
- Tomboy - programma per appuntare note con lo stile di un wiki

### Altro
- Alexandria - Gestione e archiviazione di libri
- Beagle - strumento di ricerca
- GnomeSword - studio Bibbia
- Gramps - Genealogy Software
- Seahorse - GPG Front-end
- Remmina - Software per accesso remoto
- GNOME Activity Journal - file manager semantico
- GNOME Boxes - software di virtualizzazione

### Programmazione
- Anjuta - ambiente di sviluppo
- Conglomerate - editor di XML
- Eclipse - ambiente di sviluppo integrato
- Mono - ambiente di sviluppo
- OpenLDev - ambiente di sviluppo
- Scaffold - ambiente di sviluppo
- Screem - editor HTML/XML
- Zenity - permette di visualizzare dialoghi GTK+ da riga di comando o script bash

### Multimedia
- Banshee - lettore musicale
- CeeMedia - catalogo di film
- Cheese - programma per scattare foto e riprendere video usando la webcam
- Diva - editor di video
- GCfilms - gestione di collezioni di film
- GNOME Videos - lettore musicale (suoni, video)
- Gnomoradio - Music Jukebox con Built-in Discovery
- Goobox - CD ripper e player
- Grip - CD Ripper e Player
- Muine - lettore musicale
- Pitivi - editor video
- Rhythmbox - lettore musicale
- Serpentine - programma per la masterizzazione dei CD
- Sound Juicer - CD Ripper
- Tv-Player - player radio e tv in streaming

### Utilità di sistema
- Alacarte - editor di menu (precedentemente conosciuto come SMEG, il "Simple Menu Editor for Gnome")
- gconf-editor - editor di configurazione avanzato
- GNOME Commander - "two-pane" graphical filemanage
- GParted - editor delle partizioni
- GNOME Disks - gestore partizioni e strumento di analisi S.M.A.R.T.
- Nautilus - file Manager
- wnck - il Window Navigator Construction Kit
- GNOME System Monitor - monitor di sistema

## Programmi Xfce

### Accessori
- Orage - Calendario
- xfburn - Software per la masterizzazione di CD
- xarchiver - Creazione ed estrazione di archivi
- Mousepad - Editor di testo
- xfprint - Gestore di stampa

### Internet
- Midori - browser Web

### Multimedia
- Xfce media player - lettore musicale

### Utilità di sistema
- Xfwm4 - Window Manager
- Thunar - File Manager
- xfce4-panel - Gestisce i pannelli
- xfce4-session - Gestisce le sessioni